# Flare (aviação)

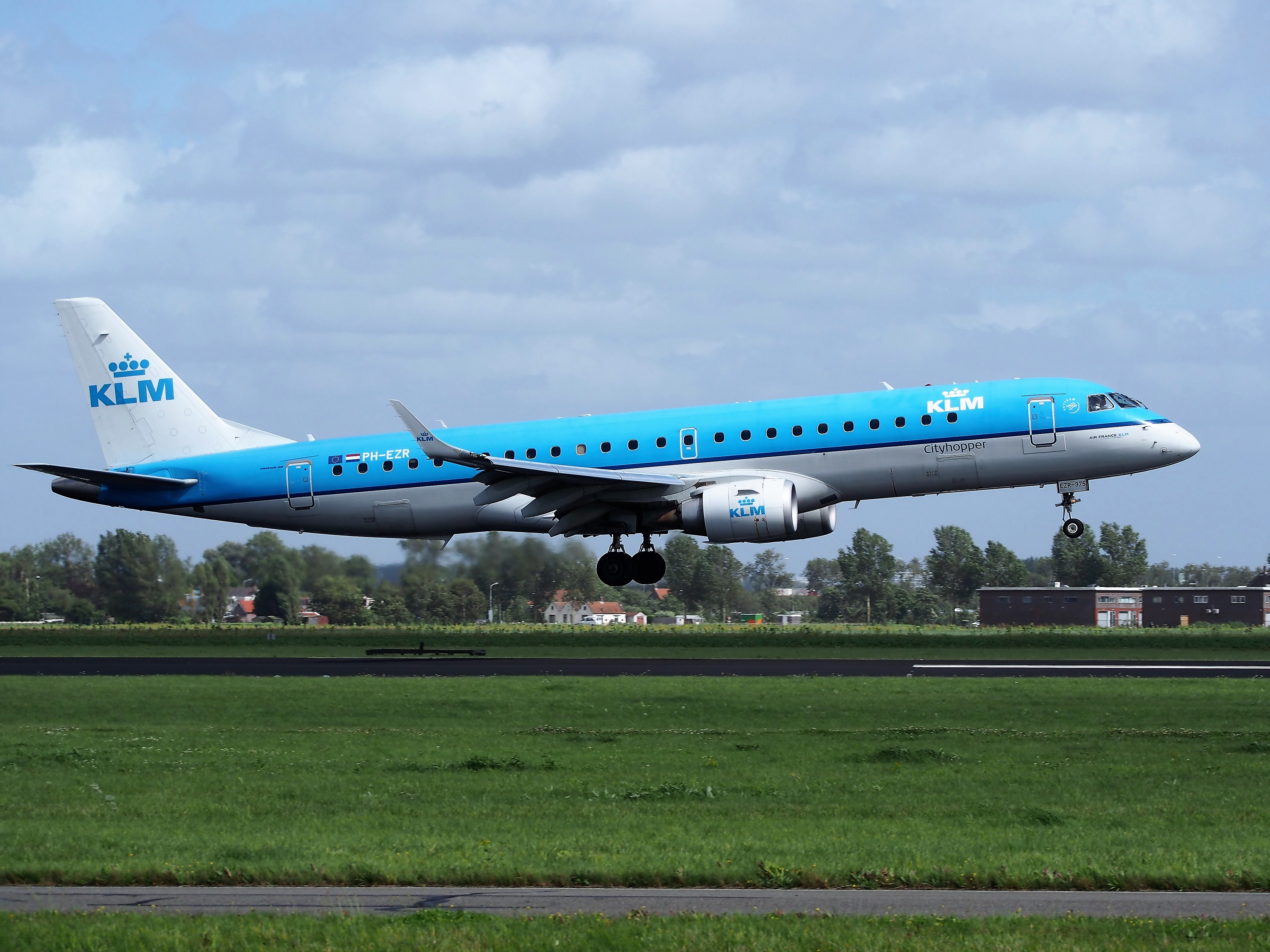
E-190 da KLM Cityhopper realizando o flare momentos antes de tocar o solo

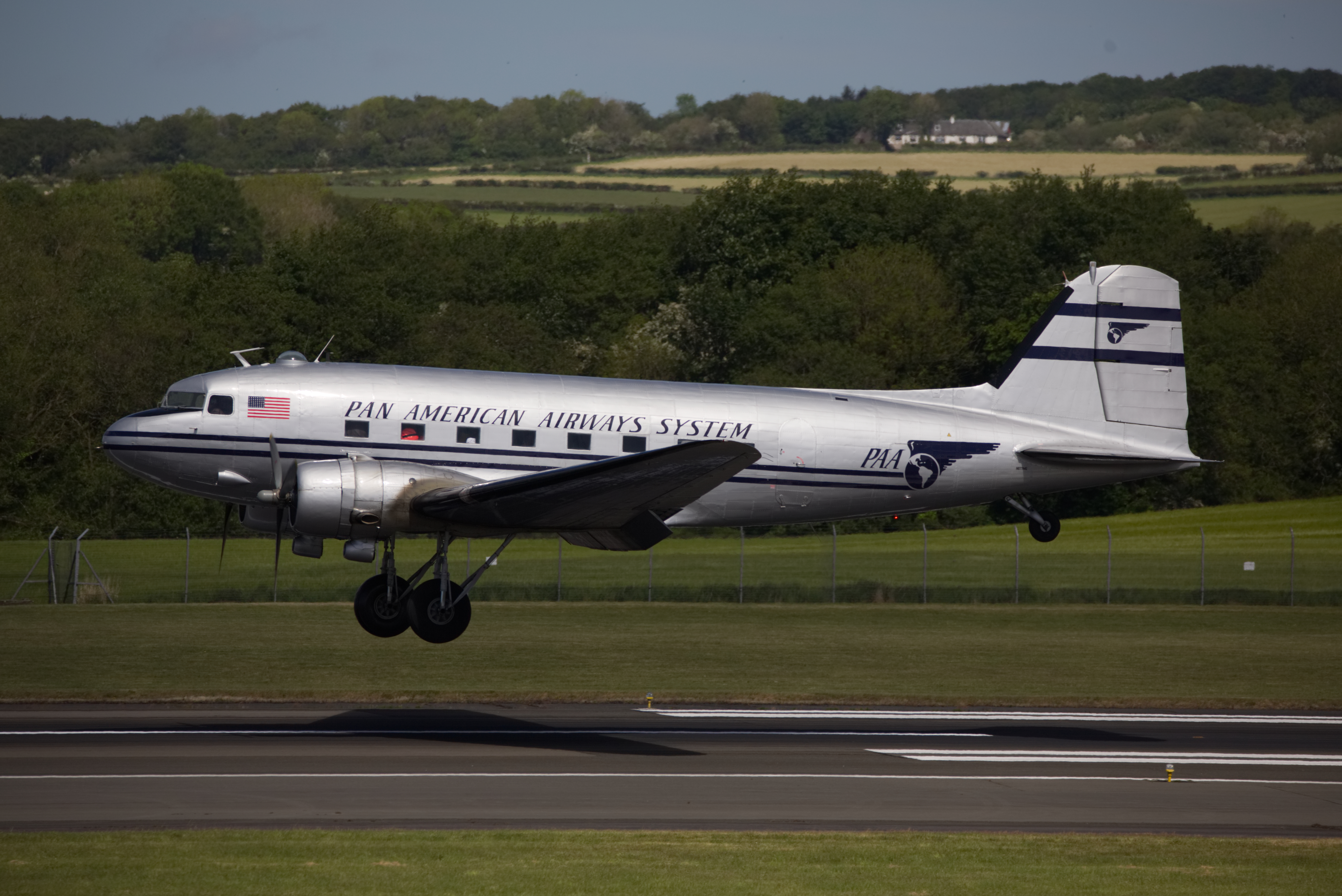
Douglas DC-3, com trem de pouso convencional, pousando

O flare (também landing flare ou round out) é uma manobra ou estágio durante o pouso de uma aeronave.
O flare ocorre após a fase de aproximação final e precede as fases de toque e rolagem durante o pouso. No flare, o nariz do avião é levantado, diminuindo a taxa de descida e, consequentemente, criando um pouso mais suave, além de ajustar a atitude correta para o pouso. No caso de aeronaves equipadas com trem de pouso convencional, a atitude é ajustada para que o toque ocorra primeiro no trem de pouso principal (dianteiro). Já em aeronaves com trem de pouso triciclo, a atitude é ajustada para que o toque ocorra primeiro no trem de pouso principal (traseiro). No caso de planadores com trem de pouso monorroda, o flare consiste apenas em nivelar a aeronave.
No paraquedismo, o flare é a parte da queda controlada antes do contato com o solo e é executado a aproximadamente 5 metros de altura.
Durante o pouso de um helicóptero, o flare é utilizado para reduzir tanto a velocidade vertical quanto a horizontal, permitindo um toque quase sem velocidade.